# Artisan Lab
Artisan Lab是位於新蒲崗六合街21號的建築物，於2022年落成，樓高22層，總樓面面積約12萬平方呎。Artisan Lab的發展商是新世界發展。
2024年，快樂蜂以約6.2億港元向新世界發展購入Artisan Lab。